# Dasymaschalon longiflorum
Dasymaschalon longiflorum (Roxb.) Finet & Gagnep. – gatunek rośliny z rodziny flaszowcowatych (Annonaceae Juss.). Występuje naturalnie w Bhutanie, Bangladeszu, Mjanmie oraz Indiach (w stanach Sikkim, Asam, Manipur, Meghalaya i Orisa). 

## Morfologia
PokrójZimozielony krzew dorastający do 4–8 m wysokości. Młode pędy są owłosione.
LiścieMają kształt od lancetowatego do podłużnie lancetowatego. Mierzą 13–30 cm długości oraz 4–7,5 cm szerokości. Nasada liścia jest zaokrąglona. Wierzchołek jest ostry lub spiczasty. Ogonek liściowy jest owłosiony i dorasta do 1–2 mm długości.
KwiatySą pojedyncze, rozwijają się w kątach pędów. Są zwisające. Mają czerwonopomarańczową barwę. Działki kielicha mają trójkątny kształt, są owłosione i dorastają do 3–4 mm długości. Płatki mają równowąsko lancetowaty kształt i osiągają do 8–18,5 cm długości. Kwiaty mają owłosione słupki o jajowatym kształcie i długości 2–4 mm.
OwoceZebrane po 15–50 tworząc owoc zbiorowy. Są osadzone na szypułkach.

## Biologia i ekologia
Rośnie w wiecznie zielonych lasach. Kwitnie od marca do czerwca, natomiast owoce pojawiają się w lipcu.